# Okupacja Iraku
Okupacja Iraku – okres w historii Iraku rozpoczęty inwazją wojsk koalicji pod przewodnictwem USA w marcu 2003 roku, która doprowadziła do obalenia rządów Partii Baas kierowanej przez Saddama Husajna, a zakończony wycofaniem wojsk amerykańskich z Iraku w 2011 roku. Był to czas zintensyfikowanej przemocy i niestabilności politycznej z silnymi wpływami zagranicznymi na sytuację w państwie irackim.
Wojska okupacyjne pochodziły głównie ze Stanów Zjednoczonych, Wielkiej Brytanii i Polski, ale także 29 innych państw dostarczyło niewielką liczbę żołnierzy lub inny rodzaj pomocy. W tym okresie również dziesiątki tysięcy pracowników prywatnych firm wojskowych – w większości z zagranicy – było zatrudnionych przy ochronie infrastruktury i obsłudze personelu baz wojskowych. 

## Historia
W kwietniu 2003 roku, po obaleniu rządu Saddama Husajna, zdelegalizowaniu Partii Baas i ogłoszeniu reżimu okupacji wojskowej tymczasową władzę cywilną oddano w ręce tzw. cywilnych administratorów Iraku, którzy później weszli w skład Irackiej Rady Zarządzającej. W czerwcu 2004 roku powołano Iracki Rząd Tymczasowy. Po wyborach parlamentarnych w styczniu 2005 roku ta administracja została zastąpiona przez utworzone w maju Tymczasowe Zgromadzenie Narodowe. Rok później zaprzysiężono wyłoniony przez nie pierwszy rząd Al Malikiego. Równolegle trwało oczyszczanie wszystkich stanowisk państwowych, samorządowych i wojskowych z byłych członków Partii Baas. 13 grudnia 2003 roku pojmano, 5 listopada 2006 skazano za zbrodnię przeciwko ludzkości, a 30 grudnia 2006 roku stracono Sadddama Husajna. 

Polski pojazd patrolowy Skorpion-3 podczas patrolu CIMIC w Iraku, 2005

Irak podzielono na cztery strefy okupacyjne: dwie amerykańskie (północną i centralną) oraz dwie międzynarodowe (południowo-centralną pod polskim zarządem i południową pod brytyjskim zarządem). Wysiłki zmierzające do odbudowy Iraku po zniszczeniach dokonanych w czasie inwazji uległy spowolnieniu, gdy wojska Koalicji oraz sprzymierzone siły irackie zostały zaangażowane w walkę z powstaniem irackim, co doprowadziło do pogorszenia warunków życia ludności Iraku przez cały okres okupacji i stabilizacji. Największe natężenie walk przypadło na pierwszą połowę 2004 roku, kiedy szyicka Armia Mahdiego opanowała szereg miast w środkowym Iraku, jednak została wyparta przez kontrofensywę Koalicji. Jako szczególnie intensywne i krwawe zostały zapamiętane dwie bitwy o Faludżę.
W 2006 roku powstanie przekształciło się w wojnę domową pomiędzy szyitami i sunnitami, która wygasła po rozwiązaniu Armii Mahdiego w 2008. W tym samym roku Irakijczykom przekazano kontrolę nad największymi bazami wojsk okupacyjnych. W następnych latach sytuacja zaczęła się stopniowo uspokajać, zmniejszyła się liczba zamieszek i zamachów terrorystycznych, a odbudowywane władze cywilne i nowa armia Iraku przejmowały pełną kontrolę nad krajem. W 2009 roku z Iraku wycofały się wojska brytyjskie i australijskie.
Proces wycofywania wojsk amerykańskich i polskich z Iraku zakończył się 21 grudnia 2011 roku. Jednakże wskutek wybuchu wojny domowej w Syrii tego samego roku i rozpoczęcia ekspansji Państwa Islamskiego także na terytorium Iraku administracja prezydenta Baracka Obamy zdecydowała o powrocie ograniczonego kontyngentu wojsk amerykańskich do tego kraju już trzy lata później, w 2014 roku.

## Ofiary
Według oficjalnych danych dowództwa CENTCOM Armii USA, od stycznia 2004 do sierpnia 2008 roku na skutek walk w Iraku poniosło śmierć 76 939 osób cywilnych, a rannych zostało 121 649. Z kolei według irackiego Ministerstwa Praw Człowieka od stycznia 2004 do grudnia 2008 roku na skutek walk w Iraku poniosło śmierć 85 694 osób cywilnych, a 147 195 zostało rannych. Dane te, opierające się na informacjach nowych władz irackich, zależnych od USA, są jednak krytykowane przez organizacje pozarządowe jako zaniżone.